# 泰州岳飞庙
泰州岳飞庙位于中国江苏省泰州市海陵区泰山公园内泰山顶上（因宋代建炎时岳飞曾任泰州知州，并在其上指挥抗金，故此山又被称为岳墩），原泰州城地势最高处，由兵备副使舒大猷倡建于明万历十年（1582年），亦为泰州佛教庙宇。建筑群由大门、扁鹊殿、正殿和回廊等组成，现均为2009年6月至2011年2月落架大修，大殿内原有清代泰州雕塑名家吴广裕所作岳飞、岳云、周侗等人塑像19尊，均毁于文革，现为重修时新塑。